# 波西·福西特
珀西瓦爾·哈里森·福西特（英語：Percival Harrison Fawcett，1867年8月18日—1925年），生於英國德文郡托基，英國陸軍皇家砲兵中校，考古學家與南美洲探險家。1925年，在尋找一個他稱為Z城的古代城市遺址時，在巴西亞馬遜河流域中的叢林中失蹤。

## 生平
1886年，加入英國皇家砲兵，曾派駐錫蘭亭可马里。
1901年，加入皇家地理学会，学习测量学与地图学。
1906年，39岁的福西特第一次到南美探险，他此行的目的是为皇家地理学会绘制巴西与玻利维亚边境的雨林的地图。
1908年，他发现了南美洲瓜波雷河的源头。
1914年，一战爆发，福西特返回英国加入皇家砲兵，并于1917年获得杰出服务勋章。
一战结束后，在1925年，福西特同他的长子杰克一同前往巴西，试图找到他预想中位于巴西内陆的失落之城Z。他最后的记录位置是其写给妻子的信中所提到的死马营地。

## 家庭
波西·福西特的父亲是皇家地理学会會员。他的哥哥爱德华·道格拉斯·福西特（1866年-1960年）是一名登山家。
1901年1月，波西·福西特与与尼娜·艾格尼丝·帕特森（Nina Agnes Paterson）结婚。生有二子一女，杰克（Jack Fawcett，生于1903年）、布莱恩（Brian Fawcett，1906年-1984年）与琼(Joan，1910年-2005年)。